# Achenbach-Fahrsystem

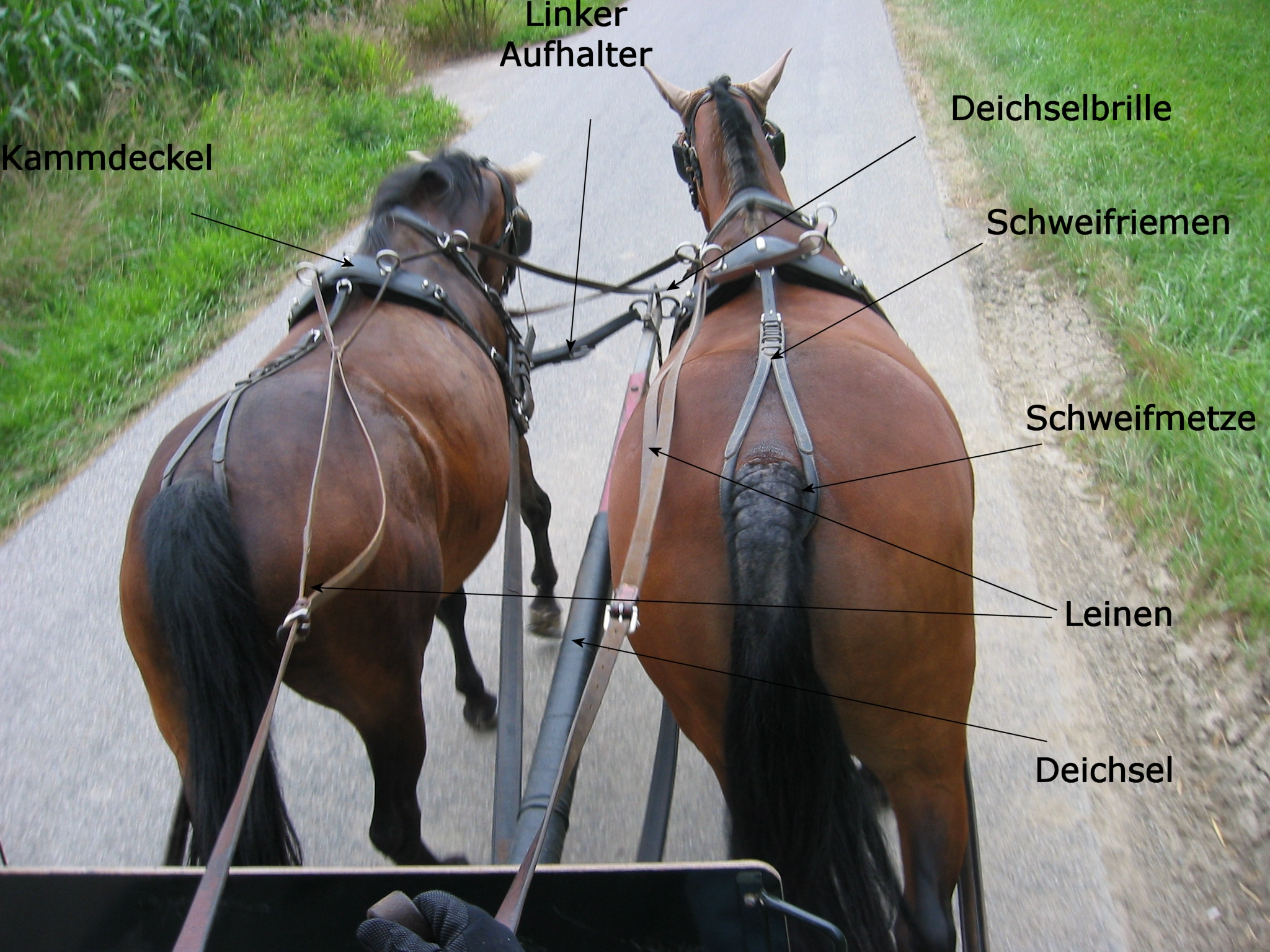
Achenbach-Kreuzleine

Das Achenbach-Fahrsystem ist eine von Benno von Achenbach entwickelte Fahrlehre im Pferdesport. Die Achenbachsche Fahrlehre ist in Deutschland in die Turnierordnung eingegangen und wurde von vielen Ländern übernommen. Heute ist sie die in Europa meistgelehrte und -praktizierte Methode des Kutschenfahrens und im Fahrsport, in Bezug auf Ausrüstung, Lehre und Wettbewerbe zu einem Quasi-Standard geworden.

## Geschichte
Benno von Achenbach war Leiter des Kaiserlichen Fahrstalls, bis dieser durch die Ereignisse des Ersten Weltkriegs aufgelöst wurde. In Berlin 1918 verfasste er die Fahrvorschrift für die Preußische Armee. In den 20er Jahren wurde er Lehrer an der Kavallerieschule der Reichswehr in Hannover.
Damals waren die Fahrweisen stark regional geprägt. In der Armee war jedoch eine einheitliche Fahrweise erwünscht, damit alle Pferde und Fahrer gleich ausgebildet wurden und jeder Fahrer grundsätzlich jedes Gespann lenken konnte. Achenbach erkannte, dass die verschiedenen Fahr- und Anspannungsstile jeweils einige Vorzüge, aber auch Nachteile mit sich brachten. Auf seinen Reisen durch Europa sammelte er eine breite Kenntnis der verschiedenen Fahrweisen. Er unternahm mehrere Reisen nach Paris zu Edwin Howlett, einem Meister der englischen Technik der Leinenführung, sowie nach England und in die USA zum Studium der verschiedenen Fahrweisen.
1922 verfasste er sein Hauptwerk Anspannen und Fahren. Arbeit mit der Doppellonge sowie Anhaltspunkte für Beschirrung und Bespannung bei Fahr-Preisbewerbungen. Aufbauend auf Howletts Fahrweise war es sein Ziel, möglichst pferdeschonend, zweckmäßig und sicher zu fahren und er führte dazu ein allgemeingültiges Fahrsystem mit teilweise standardisierter Ausrüstung (Achenbachleine) ein. Auch sollten die Pferde ihre Kraft optimal einsetzen können. Achenbach selbst hielt seine Lehre recht allgemein, jedoch verliehen einige seiner Fahrschüler dem System mehr Details.
Noch heute gilt das Achenbach-System als universell einsetzbarer Bewertungsmaßstab im internationalen Fahrsport.

## Grundsätze des Achenbach-Systems
1. Zum korrekten Fahren gehören: Die Achenbachleine, die Peitsche und eine feste Bracke, also keine Spielwaage.
2. Auf korrektem Ein- und Zweispännigfahren ist das Vier- und Mehrspännigfahren aufgebaut.
3. Der Fahrer muss in jeder Situation die rechte Hand frei machen können, z. B. zum Bremsen, Einsatz der Peitschenhilfe, Handzeichengeben oder Grüßen.
4. Alle Wendungen (Abbiegen) werden nur durch Nachgeben der äußeren Leine eingeleitet. Den Wendungen geht ein Verkürzen des Tempos voraus.
5. Die senkrechte Stellung beider Fäuste ermöglicht Wendungen lediglich durch das Drehen der Handgelenke.
6. Rechts- und Linkswendungen sind  grundsätzlich verschieden voneinander und werden unterschiedlich gefahren, weil der Fahrer rechts auf dem Bock sitzt.
7. Das Gleitenlassen einer oder mehrerer Leinen macht das korrekte Fahren unmöglich, ist im Straßenverkehr gefährlich und deshalb verboten.

Zum korrekten Fahren gehören Scheuklappen, ohne die beim Mehrspänner keine differenzierten Peitschenhilfen gegeben werden können, da nicht nur das gemeinte Pferd reagiert, sondern alle Pferde, welche die Peitschenbewegung sehen können.

## Leinenhaltung

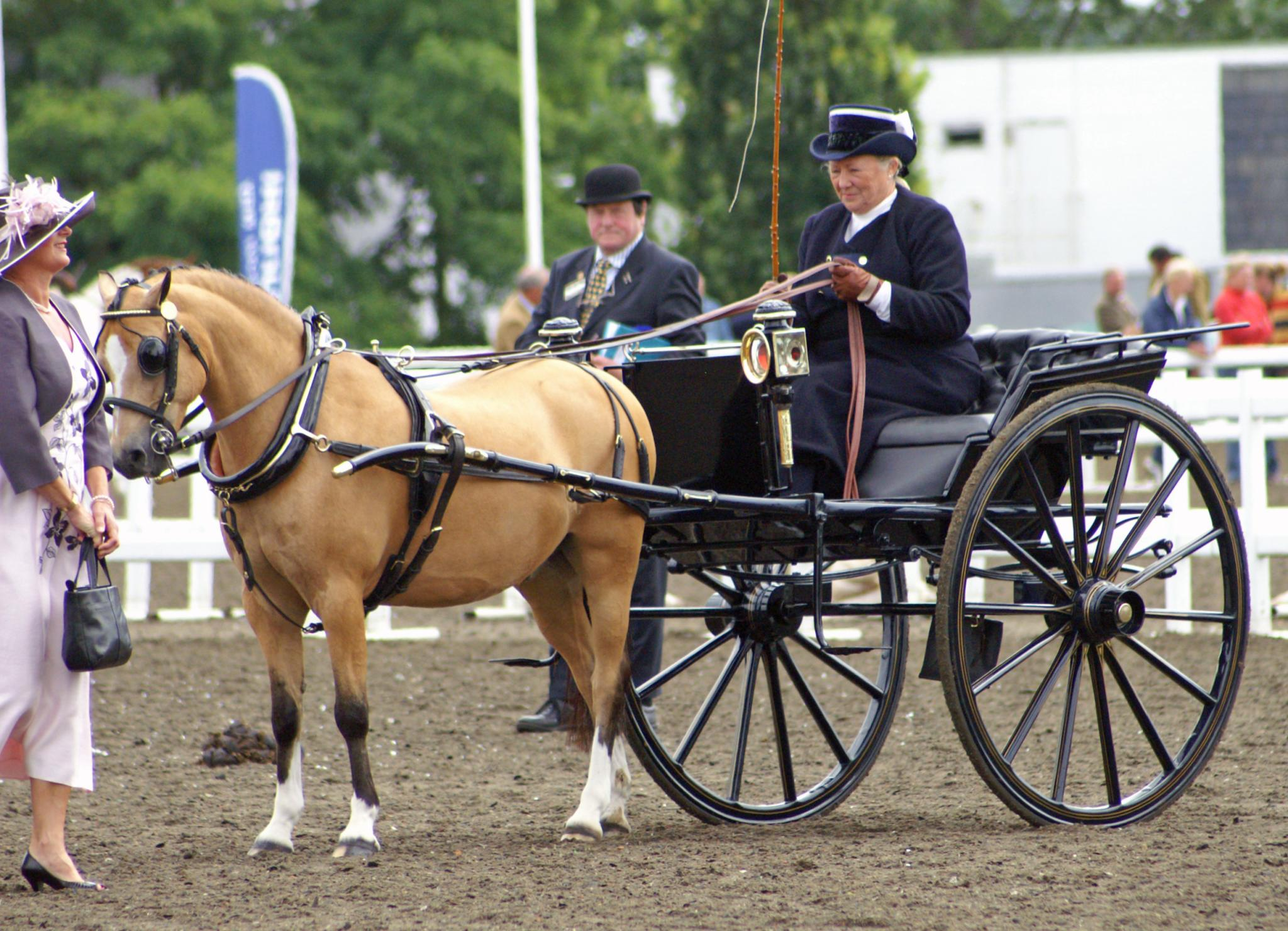
Grundhaltung

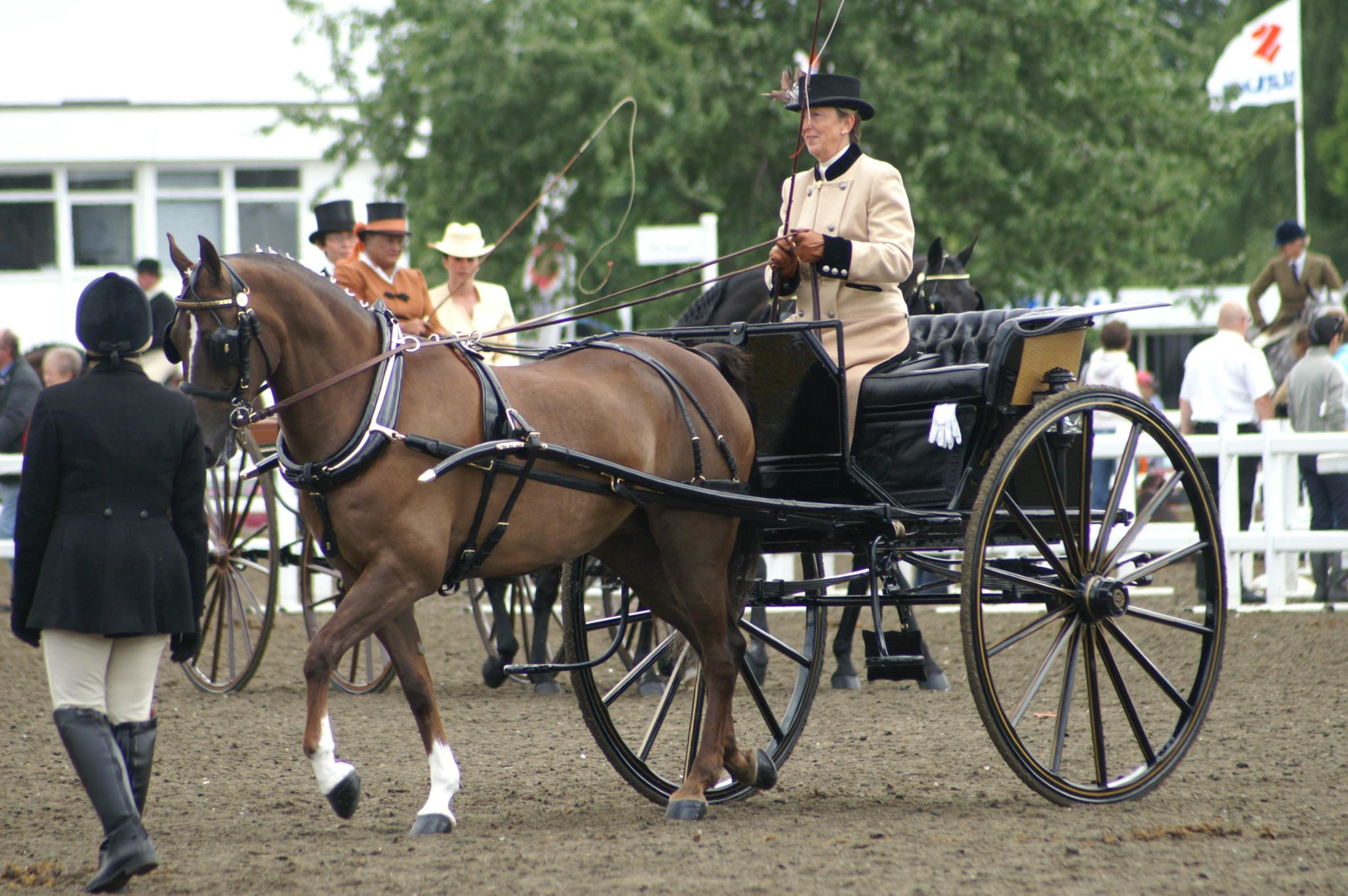
Gebrauchshaltung

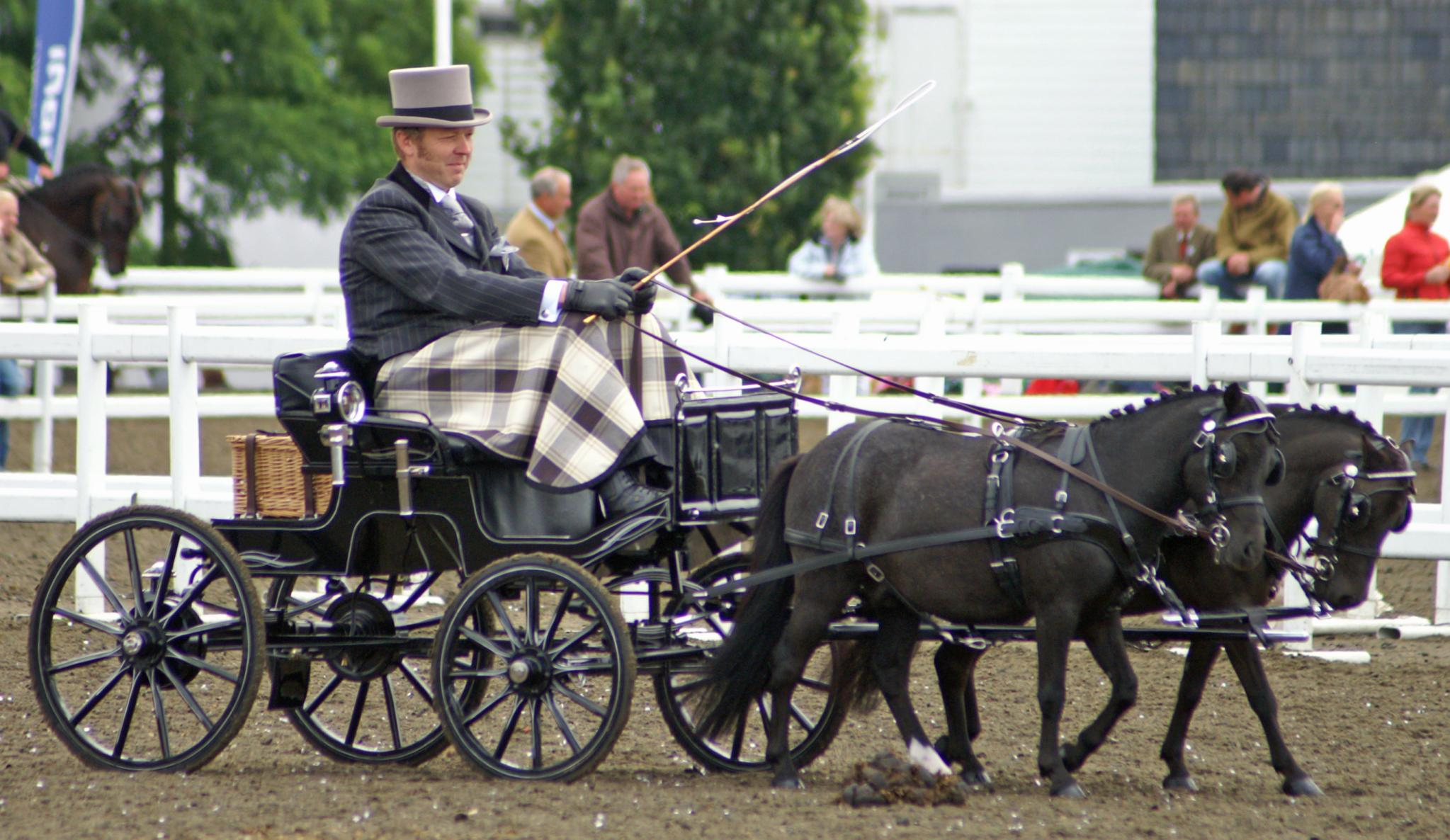
Dressur- oder Arbeitshaltung

Es gibt drei Arten die Leinen zu halten.

### Grundhaltung
Bei der Grundhaltung sind beide Leinen in der linken Hand, die Fleischseiten der Leinen weisen nach oben. Die linke Leine liegt über dem Zeigefinger, die rechte Leine liegt zwischen Zeigefinger oder Mittelfinger und Ringfinger. Die Leinenenden hängen nach außen über dem linken Oberschenkel und werden von den drei unteren Fingern fest umschlossen. Daumen und Zeigefinger sind leicht geöffnet. Die linke Faust steht senkrecht ungefähr eine Handbreit vor der Leibesmitte.
Die Peitsche befindet sich in der rechten Hand und zeigt nach links, vorwärts aufwärts auf ungefähr elf Uhr. Auf der Grundhaltung sind die anderen Haltungen aufgebaut, sie wird nie aufgegeben, außer beim Verkürzen der Leinen um ein größeres Stück.

### Gebrauchshaltung
Die Gebrauchshaltung dient zum Entlasten der linken Hand, zum Verkürzen und Verlängern und den Wendungen. Die rechte Hand geht auf die rechte Leine und umfasst mit den unteren drei Fingern die rechte Leine. Daumen und Zeigefinger gehen über die linke Leine. Die rechte Hand gleitet nun auf den Leinen so weit zurück, bis sie unmittelbar vor der linken Hand steht.

### Arbeits- oder Dressurhaltung
Für die Arbeits- oder Dressurhaltung zieht die rechte Hand etwa eine Handbreit der rechten Leine aus der linken Hand heraus. Beide Fäuste stehen nun etwa eine Handbreit auseinander rechts und links von der Leibesmitte.